# پومابامبا (کوه)
پومابامبا (به اسپانیایی: Pomabamba) یک کوه در پرو است که در منطقه انکاش واقع شده‌است. پومابامبا ۵٬۳۰۰ متر بالاتر از سطح دریا واقع شده‌است.